# اورله (شهرستان ویهرووو)
اورله (به لهستانی:  Orle) یک روستا در لهستان است که در گمینا ویخرووو واقع شده‌است. اورله ۱٬۳۷۳ نفر جمعیت دارد.